# Russula subsect. Citrinae
Russula subsect. Citrinae ist eine Untersektion aus der Gattung der Täublinge (Russula), die innerhalb der Sektion Russula steht.

## Merkmale
Die Untersektion enthält Täublinge mit gelben, gelblich bis orangefarbenen und manchmal auch grünlich zitrongelben, aber niemals rein rot gefärbten Hüten. Die Huthaut glänzt gewöhnlich, ist aber zumindest niemals stumpf. Das Sporenpulver ist weißlich bis cremefarben. Die Huthaut enthält Pileozystiden, die sich mit Sulfovanillin anfärben lassen, enthält aber keine säurefesten Inkrustierungen und keine Membranpigmente. Alle Arten schmecken scharf.
Die Typart ist der Blassgelbe Täubling (Russula raoultii).

## Systematik
Bei Romagnesi und Bon steht die Untersektion Citrinae unterhalb der Sektion Russula; bei Singer ist sie ranggleich zur Untersektion Russula. Bei Sanari fehlt das Taxon. Die Arten stehen hier innerhalb der Serie Artopurpurinae, die zusammen mit der Serie Russula unterhalb der Untersektion Russula steht.
Der Blassgelbe Täubling hat eine ganze Reihe von Merkmalen mit der Emetica-Gruppe gemein: sein weißes Sporenpulver, der gleiche Geruch, der scharfe Geschmack und eine ähnliche Mykorrhizaanatomie. Nur seine blass-gelbe Hutfarbe spricht gegen eine Einordnung in diese Gruppe. Doch sollte man dabei bedenken, dass auch Arten wie der Birken- und der Buchenspeitäubling ausblassen und dann ebenfalls gelbliche Farbtöne aufweisen. Auch einige r-DNA-Daten sprechen für eine nahe Verwandtschaft mit der Emetica-Gruppe. Daher wäre es sicher sinnvoll, ihn in die Untersektion Emeticinae zu verschieben. R-DNA-Untersuchen zeigen weiter, dass der Sonnen-Täubling und der Blassgelbe Täubling nicht näher verwandt sind. Der Sonnen-Täubling scheint eher mit Arten aus der Sektion Tenellae verwandt zu sein. Gegen eine nähere Verwandtschaft der beiden Täublinge spricht, dass sie neben dem gelben Sporenpulver auch eine andere Mykorrhizaanatomie haben.
| Deutscher Artname    | Wissenschaftlicher Artname | Autor                |
| -------------------- | -------------------------- | -------------------- |
| Blassgelber Täubling | Russula raoultii           | Quél. (1886)         |
| Sonnen-Täubling      | Russula solaris            | Ferd. & Winge (1924) |